# Caccavelli
 (mars 2018).
Si vous disposez d'ouvrages ou d'articles de référence ou si vous connaissez des sites web de qualité traitant du thème abordé ici, merci de compléter l'article en donnant les références utiles à sa vérifiabilité et en les liant à la section « Notes et références ».

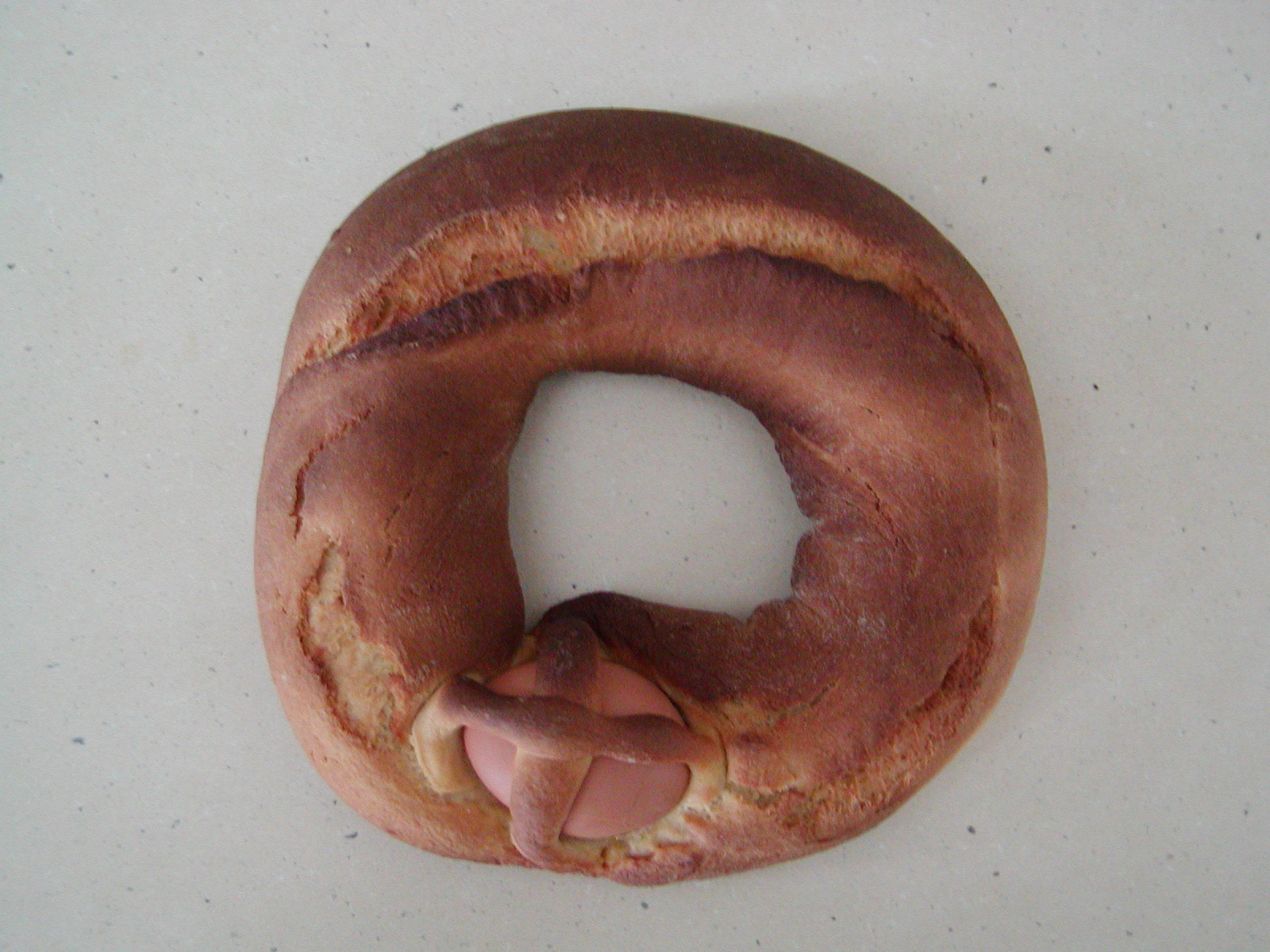
Caccaveddu de Sartène.

Le caccavellu ou caccaveddu (caccavelli ou caccaveddi au pluriel) est une sorte de gâteau en couronne dont la consistance est proche de celle du canistron frais (dont on tire les canistrelli).
La particularité de ce gâteau est d'y trouver en général, quatre œufs durs incrustés dans la pâte.
Ce gâteau est servi traditionnellement lors des fêtes pascales.
Certains[Qui ?] disent que le caccavellu est une spécialité de la région ajaccienne, mais les échanges aujourd'hui sont tels que l'on peut trouver pratiquement toutes les pâtisseries régionales partout en Corse.